# خورخي مورسيو
خورخي مورسيو (بالإسبانية: Jorge García Morcillo) (11 مارس 1986 ببلنسية في إسبانيا - ) هو لاعب كرة قدم إسباني في مركز الدفاع. لعب مع ديبورتيفو ألافيس ورايو فايكانو وريال خاين وريكرياتيفو ونادي ألكويانو ونادي ألميريا ونادي قرطبة وBenidorm CF ‏ وUD Puçol ‏.

## وصلات خارجية
- خورخي مورسيو على موقع قاعدة بيانات كرة القدم.إي يو (الإنجليزية)
- خورخي مورسيو على موقع Soccerbase.com (لاعب) (الإنجليزية)
- خورخي مورسيو على موقع Soccerway.com (الإنجليزية)
- خورخي مورسيو على موقع AS.com (الإسبانية)